# Glaucidium palmarum
Glaucidium palmarum е вид птица от семейство Совови (Strigidae).

## Разпространение
Видът е разпространен в Мексико.